# سن لوچیو
سن لوچیو (به ایتالیایی: San Leucio) یک منطقهٔ مسکونی در ایتالیا است که در کسرتا واقع شده‌است.